# Хмільницька сільська громада
Хмільницька сільська об'єднана територіальна громада — колишня об'єднана територіальна громада в Україні, в Чернігівському районі Чернігівської області. Адміністративний центр — село Хмільниця.
Утворена 2 липня 2018 року шляхом об'єднання Довжицької, Роїщенської та Хмільницької сільських рад Чернігівського району.
2020 року увійшла до складу Новобілоуської сільської громади.

## Населені пункти
До складу громади входили 9 сіл: Довжик, Рижики, Рівнопілля, Рогощі, Роїще, Рябці, Табаївка, Унучки та Хмільниця.